# Sœurs du Divin Sauveur
 (novembre 2022).
Si vous disposez d'ouvrages ou d'articles de référence ou si vous connaissez des sites web de qualité traitant du thème abordé ici, merci de compléter l'article en donnant les références utiles à sa vérifiabilité et en les liant à la section « Notes et références ».
Les sœurs du Divin Sauveur (en latin : Sorores Divini Salvatoris) forment une congrégation religieuse féminine hospitalière et enseignante de droit pontifical.

## Historique
La congrégation est fondée le 8 décembre 1888 à Tivoli par la bienheureuse Marie des Apôtres (née baronne Thérèse de Wüllenwebe 1833 - 1907) sous la direction de François-Marie de la Croix (1848 - 1918) fondateur de la société du Divin Sauveur.
L'institut est approuvé le 20 mars 1889 par Celestino del Frate, évêque de Tivoli ; il reçoit le décret de louange le 18 août 1911 et l'approbation finale du Saint-Siège le 29 avril 1926.

## Activités et diffusion
Les salvatoriennes se dédient aux soins des malades et à l'enseignement.
Elles sont présentes en :
- Europe : Albanie, Allemagne, Autriche, Belgique, Hongrie, Italie, Pologne, Royaume-Uni, Roumanie.
- Amérique : Brésil, Colombie, Équateur, États-Unis, Venezuela.
- Afrique : République démocratique du Congo, Mozambique, Tanzanie.
- Asie : Inde, Malaisie, Pakistan, Philippines, Sri Lanka, Taïwan.

La maison généralice est à Rome. 
Au 31 décembre 2005, la congrégation comptait 1 286 religieuses dans 214 maisons. 